# Olimpik Donetsk
Olimpik Donetsk (Oekraïens: Олімпік Донецьк) is een Oekraïense voetbalclub uit Donetsk.
De club werd in 2001 opgericht vanuit het sportstimuleringsfond van de oblast Donetsk.
Nadat Olimpik in 2004 de regionale amateurpoule gewonnen had, promoveerde de club naar de Droeha Liha en werd een profclub. In 2011 werd Olimpik kampioen in de Droeha Liha B en promoveerde naar het tweede niveau. In 2014 promoveerde de club als kampioen naar de Vysjtsja Liha.

## Europese wedstrijden
Uitslagen vanuit gezichtspunt Olimpik Donetsk
| Seizoen | Competitie         | Ronde | Land                 | Club          | Totaalscore | 1e W    | 2e W    | PUC |
| ------- | ------------------ | ----- | -------------------- | ------------- | ----------- | ------- | ------- | --- |
| 2017/18 | UEFA Europa League | Q3    | Vlag van Griekenland | PAOK Saloniki | 1-3         | 1-1 (T) | 0-2 (U) | 0.5 |

Totaal aantal punten voor UEFA coëfficiënten: 0.5

## Externe link

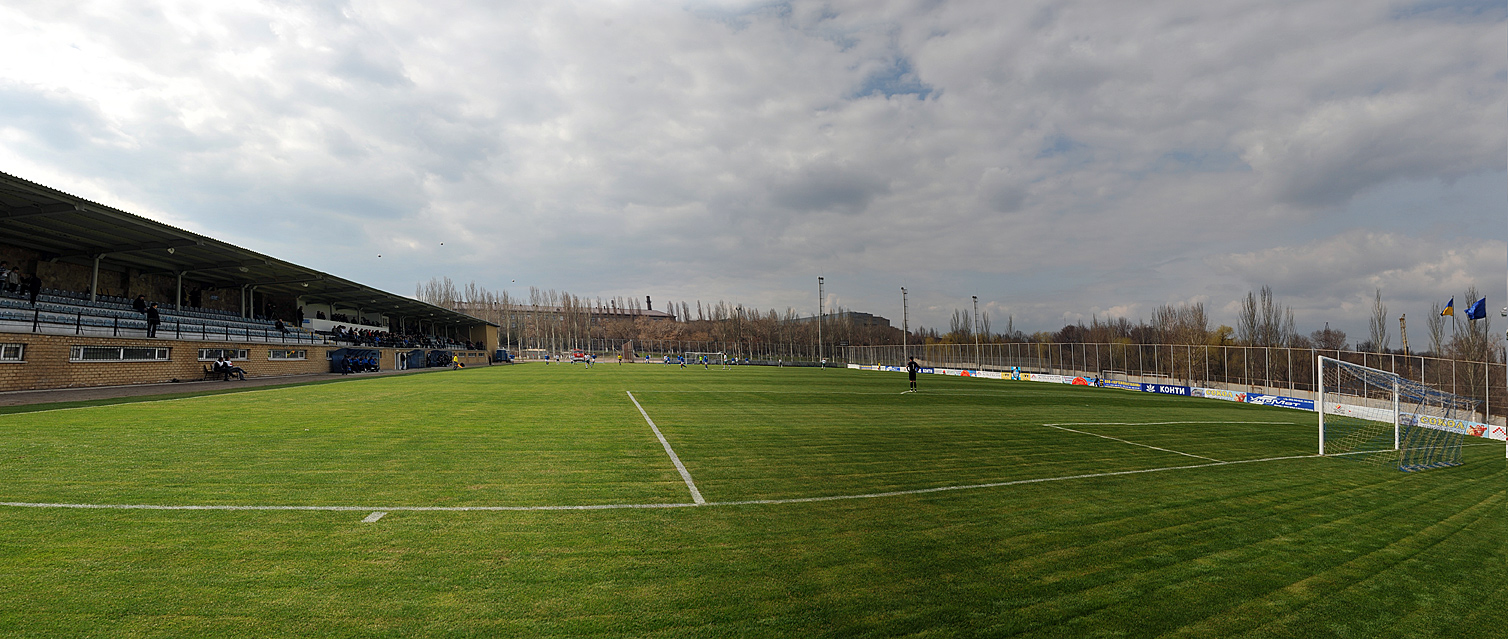
Het Olimpik stadion in Donetsk